# Helogale
Helogale (Карликові мангусти) — рід ссавців, представник ряду хижих із родини мангустових.

## Морфологія
Морфометрія. Довжина голови й тіла: 180—260 мм, довжина хвоста: 120—200 мм, вага: 230—680 гр.
Опис. Колір може бути різним, але в цілому верхня частина тіла від крапчасто-коричневої до сіруватої. Низ лише трохи блідіший, і хвіст і нижні частини ніг темні. У деяких особин є руді плями на горлі та грудях і на нижній стороні хвоста біля основи червонувато-коричневі. Інші особини, повністю чорні.

## Поведінка
Зустрічаються в саванах, лісистих і чагарникових місцевостях, гірських чагарниках від рівня моря до висоти близько 1800 метрів. Вони денні та наземні. Притулок шукають у сутінках в покинутих чи активних термітниках, серед кострубатих коренів дерев і в ущелинах. Їх тіла тонкі, щоб вони могли втиснутися в невеликі отвори. У деяких випадках можуть викопати власну нору. Притулок часто змінюється, іноді щодня. Більша частина дня проводиться в активних і шумливих пошуках їжі серед кущів, листя і каменів. Поживою служать головним чином комахи, а також дрібні хребетні, яйця і фрукти. Карликові мангусти організовують групи, які використовують певну територію для проживання, хоча існує суперечлива інформація про рухи груп і взаємини між ними. Соціальної організації Helogale є унікальною серед ссавців. Група налічує до 40 осіб, але зазвичай близько 10–12. Групи є матріархальними сім'ями, очолюваними старою самицею. Вона ініціює рухи і має пріоритет щодо їжі. На другому місці є її помічник, старий самець. Ці двоє панівних тварин моногамні й зазвичай є єдиними членами групи, що дають потомство, вони пригнічують статеву активність в інших членів групи. Далі ролі розподіляються ієрархічно, так, що найбільший рейтинг мають наймолодші члени групи. Ця угода, ймовірно, служить щоб дозволити молодим тваринам отримувати достатнього харчування, без конкуренції з боку старших і сильніших мангуст під час незвично тривалого періоду зростання в цьому роді. У будь-якому віковому класі в групі самиці домінують над самцями. Попри жорстку структуру класу, або, можливо, через це, внутрішньогрупові відносини, як правило, гармонійні, і серйозні сутички рідкісні. Підлеглі дорослі чистять, переносять, гріють і підносять їжу безпомічній молоді й по черзі «няньчаться», в той час як решта членів групи шукають провіант. Самиці на додаток до матері іноді годують молоком малюків. Молоді рухливі тварини, схоже, грають роль варти, спостерігаючи за можливою небезпекою та попереджаючи інших за допомогою візуальних сигналів або пронизливих сигналів тривоги. Часто одна тварина займає незахищену позицію, виступаючи охоронцем групи. Один ряд спостережень показав, що коли самець з низьких рейтингом захворів, йому було дозволено вище, ніж звичайний для нього пріоритет харчування і також він отримував більше тепла з боку інших членів групи. В іншому випадку, група обмежила свій нормальний рух, щоб забезпечити догляд і харчування пораненому члену групи.

## Життєвий цикл
У Національному парку Серенгеті в Танзанії, пологи відбуваються в основному в сезон дощів, з листопада по травень, і альфа-самиця зазвичай дає три виводки на рік. У полоненій колонії в Європі молодь народжується регулярно навесні та восени; самиця там народжує два рази на рік. Вагітність триває 49-56 днів. Число дитинчат від одного до семи, в середньому близько чотирьох. Догляд триває принаймні 45 днів, але члени групи починають приносити молоді тверду їжу щоб відлучення було завершене. Молодь починає харчуватися з групою у 6 місяців. Одна мангуста цього роду жила у Базельському зоопарку протягом 12 років і 3 місяців.